# NAAG

NAAG (Група НАТО з питань озброєнь сухопутних військ (AC/225), англ. NATO Army Armaments Group) — одна з основних груп у складі CNAD (Конференція національних директорів озброєнь).
Група сформована рішенням Північноатлантичної ради НАТО від 27 березня 1963 р. Перше засідання NAAG відбулося 21 — 22 червня 1963 р. в штаб-квартирі НАТО у м. Париж (англ. NATO Permanent HQ in Porte Dauphine, Paris).
Місією NAAG є сприяння багатонаціональному співробітництву держав-членів НАТО та країн-партнерів щодо забезпечення взаємосумісності озброєнь сухопутних військ в інтересах підвищення ефективності сил НАТО в усьому спектрі поточних та майбутніх операцій Альянсу.
NAAG взаємодіє з іншими основними групами CNAD, бере участь у процесі оборонного планування НАТО (NDPP).
Пленарні засідання NAAG проводяться двічі на рік.

## Структура та діяльність NAAG
У складі NAAG існує широка мережа груп 2-го рівня, їх підгруп та робочих груп, які діють на постійній основі.
Відповідні експертні спільноти, з урахуванням отриманого Альянсом досвіду, аналізують, уточнюють, розробляють та поновлюють стандарти НАТО, сприяють реалізації багатонаціональних проектів.

### Групи 2-го рівня NAAG

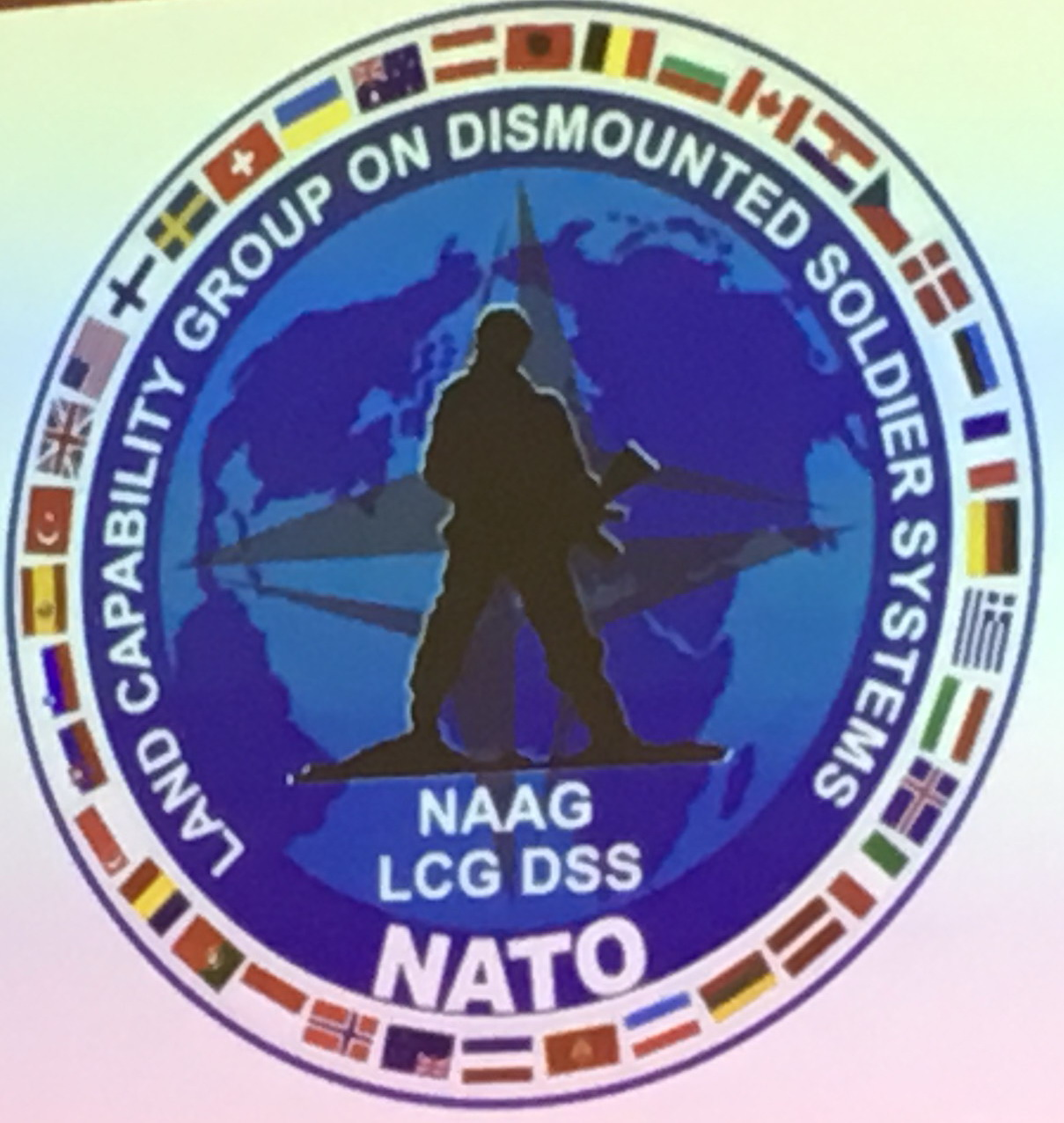
Логотип групи LCG DSS

- Міжвидова група з розвитку спроможностей нелетальної зброї (Joint Non Lethal Weapons Capabilities Group, JNLWCG)[4];
- Група НАТО з розвитку спроможностей ведення наземного бою (LCG LE)[7][10];
- Група НАТО з розвитку спроможностей систем військовослужбовця у пішому порядку (LCG DSS)[9][11];
- Інтегрована група НАТО з розвитку спроможностей ведення вогню з закритих позицій (ICG IF)[12];
- Міжвидова група розвитку спроможностей ППО наземного базування (JCG GBAD)[11][13];
- Міжвидова група розвитку спроможностей вертикального підйому (JCG VL)[14];
- Міжвидова група з розвитку спроможностей хімічної, біологічної, радіаційної та ядерної оборони (Joint CBRN Defence Capability Development Group, JCBRND CDG).